# هنري فالنتينو
هنري فالنتينو (بالفرنسية: Henri Justin Armand Joseph Valentino)‏ هو موزع فرنسي، ولد في 14 أكتوبر 1785 في ليل في فرنسا، وتوفي في 28 يناير 1865 في فرساي في فرنسا.